# William Waldegrave (8e comte Waldegrave)
William Waldegrave, 8e comte Waldegrave, (27 octobre 1788 – 24 octobre 1859) est un commandant de la marine et homme politique britannique.

## Biographie
Waldegrave est le fils de George Waldegrave (4e comte Waldegrave) et sa femme Élisabeth Laura Waldegrave. Ses parents sont cousins germains. Il fait ses études au Collège d'Eton. En 1802, il devient aspirant dans la Marine Royale, s'élevant au rang de lieutenant en 1806 et commandant en 1809. Il combat durant la Guerre anglo-américaine de 1812, commandant de la frégate HMS Macedonian (qui plus tard est capturée par les États-Unis).
À son retour en Angleterre, il épouse Elizabeth Whitbread, la fille de Samuel Whitbread et prend la relève de son beau-père en tant que député pour Bedford en 1815.
Laissant ce poste en 1818, Waldegrave commande ensuite le HMS Seringapatam de 1829-32 et HMS Revenge de 1839-42 et est créé Compagnon de l'Ordre du Bain en 1840.
Il prend sa retraite de la marine en 1842 comme contre-amiral, En 1846, il hérite des titres de son neveu, mort sans enfants et se remarie une deuxième fois cette année, à Sarah Millward, née Whitear. Il est promu Vice-amiral en 1858 et meurt un an plus tard, trois jours avant son soixante et onzième anniversaire. Son fils aîné, William Waldegrave, vicomte Chewton étant mort en 1854, son petit-fils, William lui succède comme comte Waldegrave.